# Verordening over het huwelijk (1784)

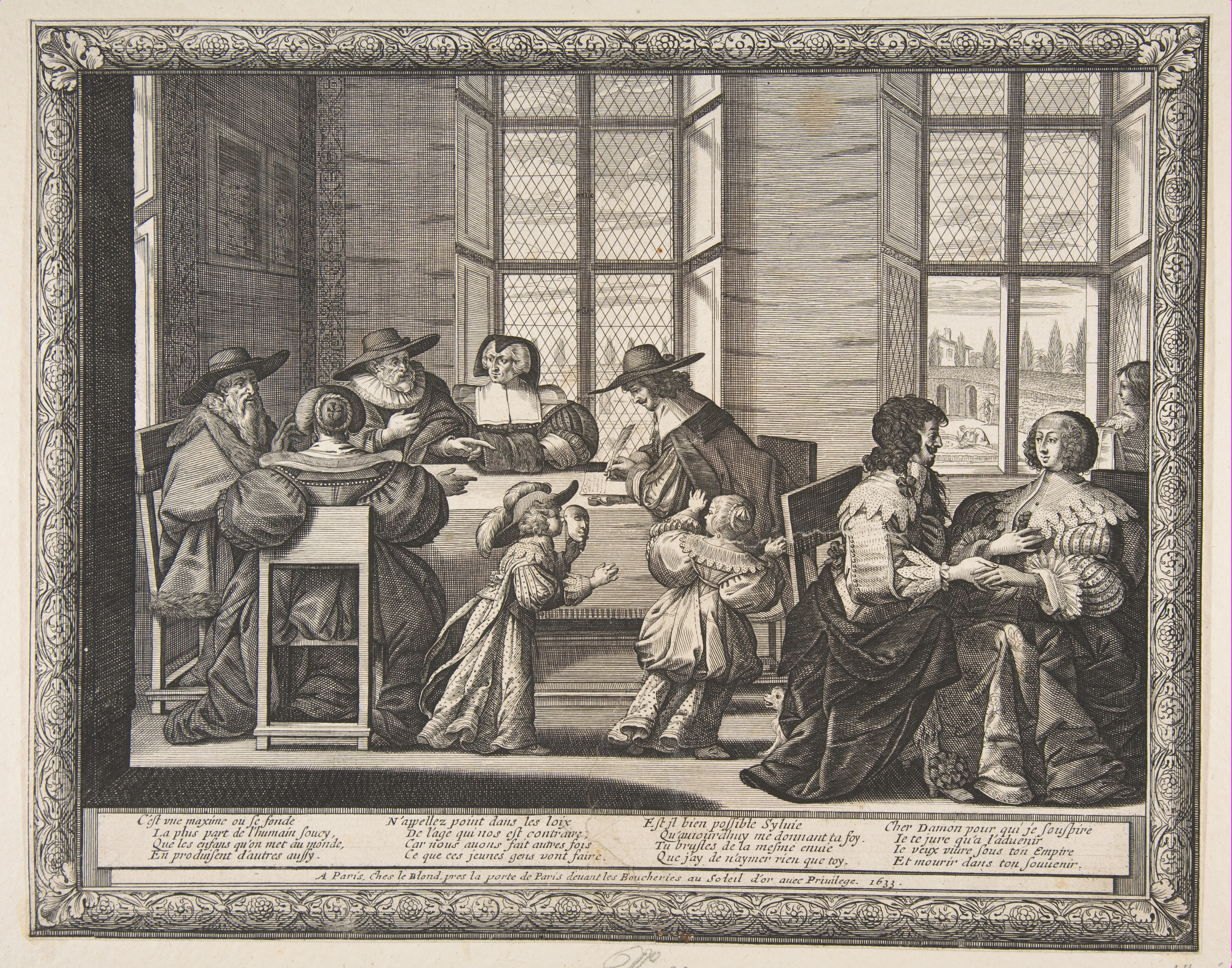
De huwelijksovereenkomst, Abraham Bosse, Jean Leblond, 1633

Keizer Jozef II kondigde in september 1784 een Verordening over het huwelijk af waarmee hij in de Oostenrijkse landen, waaronder de Oostenrijkse Nederlanden, de regels voor het huwelijk vastlegde. Onder invloed van de School van het Natuurrecht werd het huwelijk niet langer gedefinieerd als een sacrament maar als een burgerlijk contract. Het was de eerste maal in de Zuidelijke Nederlanden dat een wereldlijk leider regels opstelde betreffende het huwelijk in een domein dat tot dan werd beheersd door Rooms-Katholiek kerkelijk recht (canoniek recht). 
In de Nederlanden bleef deze verordening van kracht tot 1796 toen de Franse wetten op de burgerlijke stand en op de echtscheiding van 1792 er werden ingevoerd.

## Overzicht
Het huwelijk werd gegrondvest als een burgerlijke instelling. De burgerlijke rechtbanken werden bevoegd te oordelen in alle geschillen betreffende het huwelijk.
Toch was de invloed van de kerkelijke regels van de katholieke kerk groot en bleef het huwelijk gedefinieerd als het samenleven van man en vrouw in een onlosmakelijk verbond gericht op de voortplanting. Echtscheiding was niet mogelijk voor katholieke gehuwden. Een huwelijk tussen een christen en een niet-christen was niet geldig. Het huwelijk werd afgesloten in de kerk voor een geestelijke.
Wel werden regels voor scheiding van tafel en bed en, voor niet-katholieke echtgenoten, van scheiding vastgelegd.
Ook werden er veranderingen doorgevoerd aan de huwelijksbeletselen. De geestelijke verwantschap (tussen dooppeter of -meter en kind) kwam te vervallen als beletsel. De geestelijke staat (mannelijke of vrouwelijke geestelijken) bleef een beletsel om te huwen. De leeftijd om te mogen huwen werd opgetrokken naar 25 jaar. Onder die leeftijd was de toestemming van de vader of voogd noodzakelijk.

## Verzet
De aartsbisschop van Mechelen, kardinaal Frankenberg, en de meeste andere Belgische bisschoppen verzetten zich tegen dit edict en verboden hun pastoors deze wetgeving toe te passen. Deze wetgeving zorgde ook voor disputen tussen tegengestelde facties binnen de Universiteit van Leuven. Deze wetgeving leidde het begin in van een georganiseerd kerkelijk verzet tegen het jozefinisme.